# Gymnoscelis postgenitata
Gymnoscelis postgenitata är en fjärilsart som beskrevs av Karl Dietze 1908. Gymnoscelis postgenitata ingår i släktet Gymnoscelis och familjen mätare. Inga underarter finns listade i Catalogue of Life.